# Le Châtelet-sur-Retourne
Le Châtelet-sur-Retourne är en kommun i departementet Ardennes i regionen Grand Est (tidigare regionen Champagne-Ardenne) i nordöstra Frankrike. Kommunen ligger  i kantonen Juniville som ligger i arrondissementet Rethel. År 2022 hade Le Châtelet-sur-Retourne 775 invånare.

## Befolkningsutveckling
Antalet invånare i kommunen Le Châtelet-sur-Retourne
Referens: INSEE